# Renilla
Renilla Lamarck, 1816 è un genere di octocoralli dell'ordine Pennatulacea. È l'unico genere della famiglia Renillidae.

## Descrizione
La famiglia comprende specie coloniali che si distinguono dagli altri pennatulacei per la caratteristica forma foliata delle colonie.

## Distribuzione e habitat
Le specie di questa famiglia sono diffuse nelle acque tropicali e subtropicali dell'America, sia sul versante atlantico che su quello pacifico.

## Tassonomia
Comprende le seguenti specie
- Renilla amethystina Verrill, 1864
- Renilla koellikeri Pfeffer, 1886
- Renilla muelleri Kölliker, 1872
- Renilla musaica Zamponi & Pérez, 1996
- Renilla octodentata Zamponi & Pérez, 1996
- Renilla reniformis (Pallas, 1766)
- Renilla tentaculata Zamponi, Perez & Capitali, 1996